# Suriname (fiume)
Il Suriname è un fiume del Suriname lungo 480 km che nasce presso il Juliana Top (1.230 m) e attraversa il paese in direzione da sud a est e sfocia a Paramaribo, dopo aver formato il grande lago artificiale di Brokopondo.
Il Suriname è un fiume vitale per il Suriname e per il commercio di legname e di bauxite estratta nell'interno del paese e portata a Paramaribo.
Sul Suriname a Domburg è stata creata una spiaggia artificiale chiamata "White Beach".
Nel 2006, in seguito a forti piogge, il Maroni e il Suriname hanno esondato. L'11 maggio 2006 25.000 persone, soprattutto di etnia dei cimarroni, sono fuggite nel Massiccio della Guiana e il presidente del Suriname Ronald Venetiaan ha dichiarato lo stato di emergenza.